# Фурдин Осип Федорович
Осип Федорович Фурдин (нар. 2 липня 1954, село Гординя Самбірського району Львівської області) — дрогобицький політичний та партійний діяч. Виконувач обов'язків міського голови Дрогобича у 1996 році.

## Біографія
У 1981—1986 роках навчався на факультеті підготовки вчителів загальнотехнічних дисциплін і праці Дрогобицького державного педагогічного інституту імені Івана Франка.
У 1986—1993 роках — майстер виробничого навчання Дрогобицького професійно-технічного училища № 15.
З листопада 1993 року — директор Дрогобицької середньої загальноосвітньої школи І-ІІІ ступенів № 8.
У липні 1994 — 1996 року — 1-й заступник голови виконавчого комітету Дрогобицької міської ради. У 1996 році виконував обов'язки голови виконавчого комітету Дрогобицької міської ради.
У 2000 році заочно закінчив Дрогобицький державний педагогічний університет за спеціальністю «Педагогіка і методика сердньої освіти. Історія».
У 2001 році видав книгу «Команда Дністер» присвячену історії створення футбольної команди в рідному селі Гординя.
У 2003—2008 роках — директор будівельної фірми в Дрогобичі.
Обирався депутатом Дрогобицької міської ради.